# Panuga Riou
Panuga Riou (* 13. März 1992 in Bangkok) ist eine englische Badmintonspielerin. 

## Karriere
Panuga Riou nahm 2007, 2008 und 2010 im Badminton an den Junioren-Weltmeisterschaften teil. 2008 startete sie auch bei den Commonwealth Youth Games. Bei den Welsh International 2007 belegte sie Rang drei, bei den Belgian International 2010 Rang fünf. 2009 siegte sie bei den Wimbledon Open. 2013 gewann sie Bronze bei den nationalen englischen Titelkämpfen, und siegte bei den Slovak International.